# 邢第
邢第（？年—？年），字進卿，號北岡，直隶大名府開州长垣县人，軍籍。

## 生平
正德十一年（1516年）丙子科顺天府鄉試舉人，嘉靖五年（1526年）丙戌科第三甲第五十九名進士。初授山东临邑县知县，八年（1529年）调任南直隶吴江县。九年十一月选授河南道試御史，十三年巡按四川，丁母忧归。後復除山东道御史，二十年二月升浙江按察司副使。

## 家族
父邢海（？-1509年），贈河南道监察御史。母赵氏（1445年-1534年），封太孺人，嘉靖十三年五月十二日卒，享年九十。生五子：邢儒、邢科、邢及、邢保、邢第。